# Integrity
Integrity är ett amerikanskt metalcore-band från Cleveland, Ohio i USA. Bandet grundades av Dwid Hellion 1988 och har gjort sig kända med texter om religion, det övernaturliga, individualism och det ockulta.
Gruppens skivor släpps på det amerikanska bolaget Deathwish Inc.. 

## Medlemmar
Nuvarande medlemmar
- Dwid Hellion – sång (1988–)
- Domenic Romeo – gitarr (2014–)

Tidigare medlemmar
- Joshy (Joshua Brettell) – trummor
- Gene Burnworth – gitarr
- Tom Front – basgitarr (1988–1989)
- Tonny "Chubby Fresh" Pines – trummor (1988–1991, 1994–1995, 2003)
- Aaron "A Double" Melnick – sologitarr, bakgrundssång (1988–1998)
- Leon "Micha" Melnick – basgitarr (1989–1998)
- David Nicholi Araca – trummor (1991; död 1994)
- Frank Cavanaugh – rytmgitarr (1991)
- Bill Mckinney – rytmgitarr (1991)
- Hawthorne (Chris Smith) – rytmgitarr (1991–1994)
- Frank "3 Gun" Novineck – rytmgitarr (1994–1998)
- Mark Konopka – trummor (1995)
- Bob Zeiger – trummor (1995–1996)
- Chris Dora – trummor (1996–1998)
- Craig Martini – basgitarr (1998–2000)
- Steve Felton – trummor (1998–2000)
- Dave Felton – gitarr (1998–2000)
- Kevin57 (Kevin Skelly) – basgitarr (1999)
- Emery Ceo III – trummor (1999–?)
- Mike Martini – gitarr (1999–?)
- Justin Endres – gitarr (1999)
- Matt Lucy – gitarr, percussion (1999)
- Brandon Stearns – basgitarr (2000–2002)
- Adam Gontier – trummor (2000–2002)
- Vee Price – gitarr, bakgrundssång (2000–2002)
- Steve Rauckhorst – basgitarr (2002–2003, 2005–2010)
- John Comprix – sologitarr (2003)
- Mike Jochum – sologitarr (2003, 2005–2009)
- Blaze Tischko – rytmgitarr, bakgrundssång (2003)
- Matt Brewer – rytmgitarr (2004–2010)
- Nate Jochum – trummor (2005–2011)
- Rob Orr – sologitarr, rytmgitarr, basgitarr, trummor (2009–2014)

Turnerande medlemmar
- Jamison Lee – basgitarr (2001)
- Andrew Ransom – basgitarr (2010–2014)
- Alex "The Beast" Henderson – trummor (2011–2014)
- Jon Pearcy – gitarr (2011–2014)
- Steve Rauckhorst – basgitarr (2014–?)
- Nate Jochum – trummor (2014–?)
- Mike Jochum – gitarr (2014–?)
- Baron Kirkpatrick – basgitarr (2016–2017)
- Tony Hare – gitarr (2016–2017)
- Francis Kano – basgitarr (2017–)
- Sean Garwood – trummor (2018–)
- Justin Ethem – gitarr (2018–)

## Discografi
Studioalbum
- Those Who Fear Tomorrow (1991, Overkill)
- Systems Overload (1995, Victory)
- Humanity is the Devil (1996, Victory)
- Seasons in the Size of Days (1997, Victory)
- Integrity 2000 (1999, Victory)
- Closure (2001, Victory)
- To Die For (2003, Deathwish)
- The Blackest Curse (2010, Deathwish)
- Suicide Black Snake (2013, A389/Magic Bullet)
- Howling, for the Nightmare Shall Consume (2017, Relapse Records)

EPs
- In Contrast of Sin (1990, Victory)
- Scar of a Woman (1991, Dutch East India Trading)
- Systems Overload (1995, Victory Records)
- Humanity Is the Devil (1996, Victory Records)
- Project: Regenesis (2000, East Coast Empire)
- We Are the End (2010, Magic Bullet)
- Grace of the Unholy (2010, A389)
- Detonate Worlds Plague (2011, Holy Terror)

Singlar
- "Grace of the Unholy" (1990, Progression)
- "Septic Death Karaoke" (1995, Blood Book)
- "Walpürgisnacht" (2008, A389 Recordings)
- "March of the Damned" (2010, A389 Recordings)
- "Harder They Fall" (2011, Organized Crime Records)
- "Kingdom of Heaven" (2012, A389 Recordings)
- "Evacuate" (2012, A389 Recordings)
- "Black Heksen Rise" (2013, Indie Recordings)
- "Piss Off, You Bloody Wankers" (2014, Organized Crime Records)
- "7th Revelation: Beyond the Realm of the VVitch" (2014, A389 Recordings)
- "Orgasmatron" (2015, Holy Terror Records)
- "Deathly Fighter" (2016, Decibel)
- "Bark at the Moon" (2018, självutgiven)
- "All Death is Mine" (2019, Williams Street Records)